# Viettessa margaritalis
Viettessa margaritalis là một loài bướm đêm trong họ Crambidae.